# Айзсилниекс, Индулис Янович
Индулис Янович Айзсилниекс (латыш. Indulis Aizsilnieks; 25 марта 1927 год — июль 2010 года) — советский латвийский партийный и государственный деятель. Депутат Верховного Совета Латвийской ССР 8-го и 9-го созывов. Член ЦК КП Латвии.

## Биография
В 1946 году поступил на учёбу в Институт энергетики и машиностроения. Одновременно работал лаборантом, затем — электриком в этом же институте. Получил специальность «инженер-электрик». Трудился на фабрике «Космосс», Рижском дрожжевом заводе, фабрике «Алдарис».
В 1958 году окончил Латвийский государственный университет имени П. Стучки. С 1951 года на различных инженерных и административных должностях в рижском объединении «Электрические сети». В 1955 году вступил в КПСС. С 1964 года — секретарь Екабпилсского промышленно-производственного парткома КП Латвии, затем — второй секретарь, первый секретарь Елгавского горкома КП Латвии.
Избирался членом ЦК КП Латвии, депутатом Верховного Совета Латвийской ССР 8 и 9 созывов.
С июля 1980 по июль 1987 года — начальник Отдела энергетики и электрификации объединения «Латэнерго».
Скончался в июле 2010 года. Похоронен на Баложском кладбище в Елгаве.
Награды и звания
- Орден «Знак Почёта»[2]